# هانا کرنی
هانا کرنی (انگلیسی: Hannah Kearney؛ زادهٔ ۲۶ فوریهٔ ۱۹۸۶) اسکی‌باز نمایشی اهل ایالات متحده آمریکا است.
از افتخارات وی می‌توان به کسب مدال طلا در بازی‌های المپیک زمستانی ۲۰۱۰ اشاره کرد.